# 横田敏勝
横田敏勝（よこた としかつ、1931年1月30日-2005年2月14日）は、日本の医学者、医師。

## 略歴
北海道生まれ。1954年北海道大学医学部卒業。1955年同第二生理学教室助手。1960年医学博士。1962年ロックフェラー財団フェローシップを得てオーストラリア国立大学留学。1965年米国NIH研究員。1967年アムステルダム大学助教授。1969年北大助教授（歯学部口腔生理学講座）。1975年滋賀医科大学教授（生理学第一講座）に転じ、1996年定年退任、名誉教授、聖徳栄養短期大学教授。日本生理学会評議員、日本疼痛学会名誉会員。歴史上の芸術家などの痛みに関する著作もある。

## 著書
- 『痛みと脳』紀伊国屋書店 (叢書・脳を考える)1988
- 『臨床医のための痛みのメカニズム』南江堂 1990
- 『脳と痛み 痛みの神経生理学』共立出版 (ブレインサイエンス・シリーズ 1993
- 『名画の医学』南江堂 1999
- 『漱石の疼痛、カントの激痛 「頭痛・肩凝り・歯痛」列伝』2000 講談社現代新書
- 『名画と痛み』南江堂 2002

### 共編著・監修
- 『癌性疼痛のコントロール』檀健二郎共編 南江堂 1993
- 『ナースのための痛みの知識』坂井靖子, 黒政一江,三島幸子共著 南江堂 1994
- 『脳の不思議を楽しむ本 図解でわかる神秘のメカニズム』監修 2000 PHP文庫

### 翻訳
- Sven Andersson, Mark Mehta, Michael Bond, Mark Swerdlow編『非癌性疼痛』檀健二郎共監訳 真興交易医書出版部 1989
- Patrick Wall 著『疼痛学序説 痛みの意味を考える』南江堂 2001